# Bakar
Bakar és una ciutat de Croàcia que es troba al comtat de Primorje - Gorski Kotar. És un gran port de mercaderies, conegut pel seu complex industrial, que es tancà el 1995.

## Demografia
Al cens del 2011 el total de població de la ciutat era de 8.279 habitants, distribuïts en les següents localitats:
- Bakar - 1 473
- Hreljin - 2 206
- Krasica - 1 353
- Kukuljanovo - 905
- Plosna - 44
- Ponikve - 45
- Praputnjak - 593
- Škrljevo - 1 344
- Zlobin - 316